# Guadramiro
Guadramiro település Spanyolországban, Salamanca tartományban. Guadramiro Vitigudino, Yecla de Yeltes, Cerralbo, Encinasola de los Comendadores, Valderrodrigo és Barceo községekkel határos. Lakosainak száma 124 fő (2024).

## Népesség
A település népessége az elmúlt években az alábbi módon változott:
| Lakosok száma | 216  | 197  | 177  | 170  | 165  | 156  | 152  | 140  | 134  | 124  |
|               | 2001 | 2004 | 2007 | 2009 | 2012 | 2014 | 2017 | 2019 | 2022 | 2024 |